# Hylaia elongata
Hylaia elongata is een keversoort uit de familie zwamkevers (Endomychidae). De wetenschappelijke naam van de soort werd in 1912 gepubliceerd door Apfelbeck.